# Fondazione Toscana Spettacolo onlus

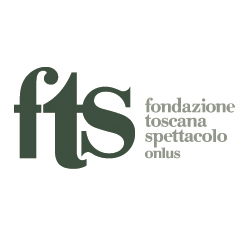
Logo di FTS onlus - Fondazione Toscana Spettacolo onlus

Fondazione Toscana Spettacolo onlus (FTS onlus) è la rete teatrale regionale della Toscana. Il suo fine istituzionale è diffondere ed elevare la cultura attraverso lo spettacolo da vivo: distribuirlo e promuoverlo, valorizzarlo nelle sue molteplici espressioni. Queste azioni si realizzano nella regione con la programmazione di stagioni di prosa, festival, rassegne di teatro di ricerca, rassegne di danza e attività musicali. Sono inoltre organizzate attività di formazione progettate in proprio e in collaborazione con le tre università della Toscana.
È stata ultimamente riconosciuta dal Ministero dei beni e delle attività culturali e del turismo come circuito multidisciplinare di prosa, danza e musica. Ad oggi sono soci ordinari oltre cinquanta amministrazioni comunali.
FTS onlus aderisce ad Arti (Associazione delle Reti Teatrali Italiane dell'Agis), all'Adep (Associazione Danza Esercizio e Promozione dell'Agis) e a Cispel (Confederazione Italiana Servizi Pubblici Enti Locali, sezione Toscana).

## La storia

### Gli anni Novanta
Fondazione Toscana Spettacolo onlus nasce il 31 luglio 1989 dall'esperienza del Teatro Regionale Toscano su iniziativa della Regione Toscana (socio fondatore insieme alle province). Dal 1993 al 1997 cura la gestione dell'Estate Fiesolana, e, nei secondi anni novanta, la collaborazione alla realizzazione della Piattaforma della Danza Italiana.
Sempre nella seconda metà degli anni Novanta, nel territorio regionale, FTS onlus realizza progetti volti a valorizzare la cultura dello spettacolo dal vivo, collaborando con intellettuali quali Guido Fink e Enzo Siciliano, che contribuiscono alla qualità di iniziative di promozione nelle zone più decentrate della regione come la Lunigiana e la Maremma.

### Gli anni Duemila
Dal 2003, in seguito al riconoscimento da parte del Mibact, si occupa anche della diffusione della cultura relativa alla danza in qualità di circuito regionale di distribuzione.
Dal 2012 si apre ad altre realtà locali, come il Teatro del Giglio di Lucca, il Teatro Comunale di Pietrasanta, il Teatro Goldoni di Livorno, l’Associazione Teatrale Pistoiese e il Teatro Metastasio Stabile della Toscana, con il quale porta avanti dal 2012 il progetto Giovani in Scena, volto a valorizzare le compagnie teatrali emergenti della Toscana. Sempre dal 2012 partecipa alla rete nazionale Anticorpi XL, network indipendente formato da soggetti attivi in quattordici regioni italiane e finalizzato a sostenere la danza d’autore, oltre che alla rete INBOX per l’individuazione di progetti e spettacoli di nuove realtà teatrali.
Nel febbraio 2013 insieme ad ateatro.it, di cui è socia, organizza a Firenze il convegno Le buone pratiche del teatro.
Dal 2012 partecipa, come componente del Raggruppamento Temporaneo di Operatori (RTO), insieme a Adep, alla Nuova Piattaforma della Danza Italiana. Nel 2014, con la condivisione della Regione Toscana e il sostegno del Ministero dei Beni e delle Attività Culturali e del Turismo, realizza la seconda edizione organizzata a Pisa e Pontedera.
Dal 2014 pubblica la rivista trimestrale Il Teatro e il Mondo, diretta da Curzio Maltese.
Nel 2015 amplia le sue funzioni con la distribuzione di concerti e spettacoli di musica, instaurando un dialogo con operatori nel campo della musica locale: l'Orchestra regionale toscana (ORT), per la condivisione dei programmi di musica classica, e Music Pool e Musicus Concentus (Network Sonoro) per i concerti di musica contemporanea, jazz, rock e pop.